# Gran Premio del Úlster de Motociclismo de 1967
El Gran Premio del Ulster de Motociclismo de 1967 fue la décima prueba de la temporada 1967 del Campeonato Mundial de Motociclismo. El Gran Premio se disputó el 19 de agosto de 1967 en Dundrod.

## Resultados 500cc
En 500 cc, debido a una victoria bastante simple, las probabilidades cambiaron para Mike Hailwood. Esa victoria se volvió tan importante porque Giacomo Agostini quemó su embrague al principio de la carrera y tuvo que empujar su moto hasta el box. Allí reemplazaron las placas de embrague, pero Hailwood ya tenía una ventaja de 3 vueltas y media. John Hartle fue segundo de nuevo. John Blanchard fue cuarto con la experimental Seeley-URS. Había comenzado el último y remontó hasta el tercer lugar, pero fue superado por Jack Findlay hacia el final de la carrera.
| Pos.    | Piloto           | Equipo       | Tiempo     | Pts. |
| ------- | ---------------- | ------------ | ---------- | ---- |
| 1       | Mike Hailwood    | Honda        | 1h 04:43.4 | 8    |
| 2       | John Hartle      | Matchless    | +2:24.4    | 6    |
| 3       | Jack Findlay     | Matchless    | +3:11.2    | 4    |
| 4       | John Blanchard   | Seeley-URS   | +3:28.4    | 3    |
| 5       | Steve Spencer    | Norton       | +3:34.0    | 2    |
| 6       | John Cooper      | Norton       | +3:57.4    | 1    |
| 7       | Gyula Marsovszky | Matchless    |            |      |
| 8       | Rodney Gould     | Norton       |            |      |
| 9       | Dave Degens      | Matchless    |            |      |
| 10      | William McCosh   | Matchless    |            |      |
| 11      | Denis Gallagher  | Matchless    |            |      |
| 12      | Derek Lee        | Matchless    |            |      |
| 13      | Cecil Crawford   | Norton       |            |      |
| 14      | Kel Carruthers   | Metisse      |            |      |
| 15      | Bosse Granath    | Matchless    |            |      |
| 16      | Robert Steele    | Matchless    |            |      |
| 17      | Ron Wilson       | Norton       |            |      |
| 18      | Ernst Weiss      | Matchless    |            |      |
| 19      | Ken Kay          | Matchless    |            |      |
| 20      | Giacomo Agostini | MV Agusta    |            |      |
| 21      | Harris Healey    | Norton       |            |      |
| Ret     | Tom Gill         | Matchless    | Ret        |      |
| Ret     | Bill Smith       | Matchless    | Ret        |      |
| Ret     | Billie Guthrie   | Norton       | Ret        |      |
| Ret     | Brian Sapsford   | Norton       | Ret        |      |
| Ret     | Chris Conn       | Norton       | Ret        |      |
| Ret     | Dan Shorey       | Norton       | Ret        |      |
| Ret     | Fred Stevens     | Hannah-Paton | Ret        |      |
| Ret     | Ian McGregor     | Norton       | Ret        |      |
| Ret     | Joe Dunphy       | Norton       | Ret        |      |
| Ret     | Malcolm Uphill   | Norton       | Ret        |      |
| Ret     | Percy Tait       | Triumph      | Ret        |      |
| Ret     | Rob Fitton       | Norton       | Ret        |      |
| Ret     | Tony Godfrey     | Norton       | Ret        |      |
| Ret     | Gordon Keith     | Norton       | Ret        |      |
| Ret     | Jack Lindh       | Matchless    |            |      |
| Fuente: |                  |              |            |      |

## Resultados 350cc
En 350cc, Mike Hailwood se concentró en las cilindradas donde aún no era campeón mundialː 250 y 500cc y la Honda se le dio a Ralph Bryans.  El británico lideró durante cinco vueltas, pero luego Giacomo Agostini lo pasó y rápidamente se alejó de él. La decisión de darle la Honda a Bryans se tomó en el último minuto después de la carrera, cuando Bryans se quejó del ajuste rígido de la suspensión. Se ajustó a Hailwood (77 kg), mientras que Bryans solo pesaba 60 kg. Heinz Rosner estuvo en tercer lugar de principio a fin. El debutante Brian Steenson condujo su Aermacchi Ala d'Oro 350 al quinto lugar.
| Pos. | Piloto              | Equipo       | Tiempo     | Pts. |
| ---- | ------------------- | ------------ | ---------- | ---- |
| 1    | Giacomo Agostini    | MV Agusta    | 1h 4'27" 4 | 8    |
| 2    | Ralph Bryans        | Honda        |            | 6    |
| 3    | Heinz Rosner        | MZ           |            | 4    |
| 4    | Kelvin Carruthers   | Metisse      |            | 3    |
| 5    | Brian Steenson      | Aermacchi    |            | 2    |
| 6    | Ian McGregor        | Honda        |            | 1    |
| 7    | Chris Conn          | Norton       |            |      |
| 8    | Joe Dunphy          | AJS          |            |      |
| 9    | Steve Spencer       | Norton       |            |      |
| 10   | Rodney Gould        | Norton       |            |      |
| Ret  | Derek Woodman       | MZ           | Ret        |      |
| Ret  | Fred Stevens        | Hannah Paton | Ret        |      |
| Ret  | Patsy McGarrity     | Honda        | Ret        |      |
| Ret  | George Plenderleith | Greeves      | Ret        |      |

## Resultados 250cc
En la ciclindrada de 250cc, Phil Read había realizado los tiempos de entrenamiento más rápidos, pero Mike Hailwood fue un poco más rápido al inicio de la carrera. Al final de la segunda vuelta, Read intentó frenarlo, pero falló. Sus frenos se bloquearon en el camino lleno de baches y cayó. Hailwood pudo hacer pasar su Honda entre el caído Phil Read y las balas de paja. La Yamaha no pudo continuar y Hailwood condujo solo hasta la victoria. Detrás de él, Bill Ivy había ocupado el segundo lugar durante mucho tiempo, pero cuando su máquina falló, fue superado por Ralph Bryans. Si Ivy hubiera permanecido segundo, habría sido empatado a puntos con Hailwood, quien ahora se ponía en cabeza de la general.
| Pos. | Piloto              | Equipo    | Tiempo      | Pts. |
| ---- | ------------------- | --------- | ----------- | ---- |
| 1    | Mike Hailwood       | Honda     | 1h 03' 30.2 | 8    |
| 2    | Ralph Bryans        | Honda     | + 35" 8     | 6    |
| 3    | Bill Ivy            | Yamaha    | + 1'01" 4   | 4    |
| 4    | Derek Woodman       | MZ        | + 1 Vuelta  | 3    |
| 5    | Brian Steenson      | Aermacchi | + 1 Vuelta  | 2    |
| 6    | Gyula Marsovszky    | Bultaco   | + 1 Vuelta  | 1    |
| 7    | Jim Curry           | Honda     |             |      |
| 8    | Terry Grotefeld     | Yamaha    |             |      |
| Ret  | George Plenderleith | Honda     | Ret         |      |

## Resultados 125cc
En el octavo de litro, Bill Ivy ganó la carrera, aunque no fue fácil. Se le filtró el refrigerante y el motor comenzó a calentarse. Pero ya que Phil Read se mantenía alejado por órdenes del equipo, Ivy pudo tramitar el problema con más facilidad. Stuart Graham había tratado de mantenerse a tiro de las dos Yamaha RA 31 en las primeras vueltas, pero su engranaje se mantenía demasiado engrasado lo que le obligó a entrar en boxes a cambiar la bujía. Aun así, logró mantener la tercera posición.
| Pos. | Piloto              | Equipo  | Tiempo    | Pts. |
| ---- | ------------------- | ------- | --------- | ---- |
| 1    | Bill Ivy            | Yamaha  | 51' 30" 2 | 8    |
| 2    | Phil Read           | Yamaha  |           | 6    |
| 3    | Stuart Graham       | Suzuki  |           | 4    |
| 4    | Kel Carruthers      | Honda   |           | 3    |
| 5    | Kevin Cass          | Bultaco |           | 2    |
| 6    | Ginger Molloy       | Bultaco |           | 1    |
| 7    | Jim Curry           | Honda   |           |      |
| 8    | R. Scivyer          | Honda   |           |      |
| 9    | Bosse Granath       | MZ      |           |      |
| 10   | George Plenderleith | Honda   |           |      |
| 11   | Cliff Carr          | Bultaco |           |      |
| 12   | Tommy Robb          | Bultaco |           |      |
| 13   | Edy Johnson         | Honda   |           |      |
| Ret  | Steve Murray        | Bultaco | Ret       |      |